# 截脈絹粉蝶
截脈絹粉蝶（Aporia gigantea）是絹粉蝶屬中的一種蝴蝶。

## 描述
雄蝶黑褐色，頭部有毛，紅色複眼，黑褐色觸角與口器，下唇鬚具毛。胸腹部黑褐色，背面有灰白毛，腹面散佈白色鱗片。足為黑褐色，混有白鱗，腿內側有毛。
前翅長32-38 mm，先端圓鈍，外緣凸，後緣直；後翅外緣圓。翅背面褐色，有白色斑紋，翅室近基部與中室具白帶，後翅較明顯。腹面紋路相似，前緣基部有橙色小斑。雌蝶翅紋類似，底色偶略透明。

## 分布
本種見於中國華西、華西南、台灣。台灣地區遲至1999年才發表，是最晚發現的原生種粉蝶。已知的棲地是屏東霧台山區。

## 生態習性
本種幼蟲以小蘗科植物，如阿里山十大功勞為食，一年一世代，成蟲在春夏出現，幼蟲聚集生活，冬季時將寄主葉片連綴築成蟲巢，在其內越冬。

## 資料來源
1. ↑  徐堉峰, 黃嘉龍, 梁家源. . 農業部林業及自然保育署. ISBN 9789860551563.
2. ↑  徐堉峰. . 台中市: 晨星出版社. 2013. ISBN 978-986-177-669-9.

## 外部連結
- 维基共享资源上的相關多媒體資源：截脈絹粉蝶
- 維基物種上的相關：截脈絹粉蝶